# 56e législature du Nouveau-Brunswick

La 56e législature du Nouveau-Brunswick a été élue à l'Assemblée législative du Nouveau-Brunswick lors de la 56e élection générale, tenue le 18 septembre 2006. Ses membres ont été assermentés le 3 octobre suivant mais la première session a été ouverte par le lieutenant-gouverneur, Herménégilde Chiasson, le 6 février 2007.
Eugene McGinley a été élu président de l'Assemblée législative lors de la première session de la législature, le 6 février 2007, mais a démissionné le 31 octobre 2007 pour se joindre au Conseil exécutif. Roy Boudreau a été élu à ce poste le 27 novembre suivant.
La plupart des membres actuels ont été élus lors de l'élection générale du 18 septembre 2006. Les exceptions sont Chris Collins, élu lors d'une élection partielle le 5 mars 2007 à la suite de la démission de Bernard Lord; Jack Carr, élu lors de l'élection partielle du 3 novembre 2008, à la suite de la démission de Keith Ashfield ainsi que Burt Paulin, élu lors de l'élection partielle du 9 mars 2009, à la suite de la démission de Percy Mockler. La distribution de la législature a aussi changé le 17 avril 2007, lorsque Joan MacAlpine-Stiles et Wally Stiles passent du Parti progressiste-conservateur vers le Parti libéral.
Le chef de l'Association libérale du Nouveau-Brunswick, Shawn Graham, est aussi le premier ministre du Nouveau-Brunswick et le chef du gouvernement.  
Le premier ministre sortant Bernard Lord a été chef de l'Opposition officielle jusqu'au 31 janvier 2007, lorsqu'il a démissionné de son poste de député et qu'il a été remplacé par le chef par intérim du Parti progressiste-conservateur du Nouveau-Brunswick, Jeannot Volpé. Le 3 octobre 2008, David Alward est élu chef du Parti progressiste-conservateur, devenant automatiquement chef de l'Opposition officielle.

## Députés

### Légende
- Les caractères gras indiquent un membre du conseil exécutif.
- Les caractères en italique indiquent les chefs de parti.

|  | Progressiste-conservateur |
|  | Libéral                   |
|  | NPD                       |
|  | Vacant                    |

### Composition à la dissolution
|  | Nom                   | Parti                     | Circonscription                  |
|  | --------------------- | ------------------------- | -------------------------------- |
|  | Wayne Steeves         | Progressiste-conservateur | Albert                           |
|  | Carmel Robichaud      | Libéral                   | Baie-de-Miramichi — Neguac       |
|  | Brian Kenny           | Libéral                   | Bathurst                         |
|  | Roy Boudreau          | Libéral                   | Campbellton—Restigouche-Centre   |
|  | Hédard Albert         | Libéral                   | Caraquet                         |
|  | Dale Graham           | Progressiste-conservateur | Carleton                         |
|  | Denis Landry          | Libéral                   | Centre-Péninsule—Saint-Sauveur   |
|  | Tony Huntjens         | Progressiste-conservateur | Charlotte-Campobello             |
|  | Rick Doucet           | Libéral                   | Charlotte-les-Îles               |
|  | Donald Arseneault     | Libéral                   | Dalhousie—Restigouche-Est        |
|  | Cy Leblanc            | Progressiste-conservateur | Dieppe-Centre—Lewisville         |
|  | Madeleine Dubé        | Progressiste-conservateur | Edmundston—Saint-Basile          |
|  | Kelly Lamrock         | Libéral                   | Fredericton-Fort Nashwaak        |
|  | Greg Byrne            | Libéral                   | Fredericton-Lincoln              |
|  | T. J. Burke           | Libéral                   | Fredericton-Nashwaaksis          |
|  | Rick Miles            | Libéral                   | Fredericton-Silverwood           |
|  | Jack Keir             | Libéral                   | Fundy-River Valley               |
|  | Eugene McGinley       | Libéral                   | Grand Lake-Gagetown              |
|  | Ronald Ouellette      | Libéral                   | Grand-Sault—Drummond—Saint-André |
|  | Bev Harrison          | Progressiste-conservateur | Hampton-Kings                    |
|  | Shawn Graham          | Libéral                   | Kent                             |
|  | Claude Williams       | Progressiste-conservateur | Kent-Sud                         |
|  | Bruce Northrup        | Progressiste-conservateur | Kings-Est                        |
|  | Paul Robichaud        | Progressiste-conservateur | Lamèque-Shippagan-Miscou         |
|  | Jeannot Volpé         | Progressiste-conservateur | Madawaska-les-Lacs               |
|  | Bernard LeBlanc       | Libéral                   | Memramcook-Lakeville-Dieppe      |
|  | Bill Fraser           | Libéral                   | Miramichi—Baie-du-Vin            |
|  | John Winston Foran    | Libéral                   | Miramichi-Centre                 |
|  | Rick Brewer           | Libéral                   | Miramichi-Sud-Ouest              |
|  | John Betts            | Progressiste-conservateur | Moncton-Crescent                 |
|  | Chris Collins         | Libéral                   | Moncton-Est                      |
|  | Vacant                | Vacant                    | Moncton-Nord                     |
|  | Joan MacAlpine-Stiles | Libéral                   | Moncton-Ouest                    |
|  | Cheryl Lavoie         | Libéral                   | Nepisiguit                       |
|  | Jack Carr             | Progressiste-conservateur | New Maryland—Sunbury-Ouest       |
|  | Roland Haché          | Libéral                   | Nigadoo-Chaleur                  |
|  | Jody Carr             | Progressiste-conservateur | Oromocto                         |
|  | Wally Stiles          | Libéral                   | Petitcodiac                      |
|  | Mary Schryer          | Libéral                   | Quispamsis                       |
|  | Burt Paulin           | Libéral                   | Restigouche-La-Vallée            |
|  | Bruce Fitch           | Progressiste-conservateur | Riverview                        |
|  | Vacant                | Vacant                    | Rogersville-Kouchibouguac        |
|  | Margaret-Ann Blaney   | Progressiste-conservateur | Rothesay                         |
|  | Ed Doherty            | Libéral                   | Saint John Harbour               |
|  | Abel Leblanc          | Libéral                   | Saint John Lancaster             |
|  | Trevor Holder         | Progressiste-conservateur | Saint John Portland              |
|  | Roly MacIntyre        | Libéral                   | Saint John-Est                   |
|  | Stuart Jamieson       | Libéral                   | Saint John-Fundy                 |
|  | Victor Boudreau       | Libéral                   | Shediac—Cap-Pelé                 |
|  | Mike Olscamp          | Progressiste-conservateur | Tantramar                        |
|  | Claude Landry         | Progressiste-conservateur | Tracadie-Sheila                  |
|  | Larry Kennedy         | Libéral                   | Victoria-Tobique                 |
|  | David Alward          | Progressiste-conservateur | Woodstock                        |
|  | Carl Urquhart         | Progressiste-conservateur | York                             |
|  | Kirk MacDonald        | Progressiste-conservateur | York-Nord                        |

## Évolution depuis 2006
| Nombre de membres par parti par date | Nombre de membres par parti par date | 2006   | 2007   | 2007  | 2007   | 2008  | 2008  | 2008   | 2009  | 2010  | 2010   | 2010   |
| Nombre de membres par parti par date | Nombre de membres par parti par date | 18 sep | 31 jan | 5 mar | 17 avr | 8 sep | 3 nov | 22 déc | 9 mar | 9 fév | 28 fév | 30 avr |
| ------------------------------------ | ------------------------------------ | ------ | ------ | ----- | ------ | ----- | ----- | ------ | ----- | ----- | ------ | ------ |
|                                      | Libéral                              | 29     | 29     | 31    | 32     | 32    | 32    | 32     | 33    | 32    | 32     |        |
|                                      | Progressiste-conservateur            | 26     | 24     | 24    | 23     | 22    | 23    | 22     | 22    | 22    | 21     | 20     |
|                                      | Nombre total de membres              | 56     | 53     | 54    | 54     | 55    | 60    | 55     | 54    | 58    | 53     |        |
| Vacant                               | 0                                    | 1      | 0      | 0     | 1      | 0     | 3     | 0      | 1     | 3     |        |        |
| Majorité gouvernementale             | 3                                    | 4      | 5      | 9     | 11     | 9     | 12    | 13     | 10    | 11    |        |        |

### Changements de parti
|  | Nom                   | Parti (actuel) | Parti (lorsqu'élu)        | Détails                           |
|  | --------------------- | -------------- | ------------------------- | --------------------------------- |
|  | Joan MacAlpine-Stiles | libéral        | Progressiste-conservateur | Change de parti le 17 avril 2007. |
|  | Wally Stiles          | libéral        | Progressiste-conservateur | Change de parti le 17 avril 2007. |

### Anciens députés de la56elégislature
Anciens députés à l'Assemblée législative élus à la 56e législature
|  | Nom              | Parti                     | Circonscription            | Cause du départ                                                                         | Successeur                            |
|  | ---------------- | ------------------------- | -------------------------- | --------------------------------------------------------------------------------------- | ------------------------------------- |
|  | Bernard Lord     | Progressiste-conservateur | Moncton-Est                | Démissionne le 31 janvier 2007                                                          | Chris Collins (Libéral)               |
|  | Keith Ashfield   | Progressiste-conservateur | New Maryland—Sunbury-Ouest | Démissionne le 28 septembre 2008 pour se présenter sa candidature à l'élection fédérale | Jack Carr (Progressiste-conservateur) |
|  | Percy Mockler    | Progressiste-conservateur | Restigouche-La-Vallée      | Nommé le 22 décembre 2008 au Sénat                                                      | Burt Paulin (Libéral)                 |
|  | Mike Murphy      | Libéral                   | Moncton-Nord               | Démissionne le 9 février 2010                                                           | Siège vacant                          |
|  | Rose-May Poirier | Progressiste-conservateur | Rogersville-Kouchibouguac  | Nommée le 28 février 2010 au Sénat                                                      | Siège vacant                          |